# Ardross, Skottland
Ardross är en by i Highland i Skottland. Byn är belägen 3 km 
från Alness. Orten har 425 invånare (2011).